# Fabian Abrantovitch
Fabian Abrantovitch, ou Abrantowicz, M.I.C. (en russe : Фабиа́н Абранто́вич ; en biélorusse : Фабіян Абрантовіч), né le 14 septembre 1884 près de Novogrodok et mort le 2 janvier 1946 à Moscou, est un prêtre catholique marianiste de l'Immaculée-Conception d'origine biélorusse, ancien sujet de l'Empire russe, dont la cause de béatification est ouverte depuis 2003 ; son titre actuel est serviteur de Dieu.

## Biographie

### Débuts
Fabian Abrantovitch poursuit ses études au séminaire catholique de Saint-Pétersbourg puis entre à l'académie impériale de théologie où il reçoit sa maîtrise en théologie en 1910 et sort parmi les étudiants les meilleurs. Auparavant il est ordonné prêtre le 11 novembre 1908. Il enseigne ensuite à Saint-Pétersbourg au lycée (progymnasium) catholique Sainte-Catherine dépendant de la paroisse du même nom et à l'école impériale de droit. Il reçoit une bourse pour étudier à l'université catholique de Louvain (francophone) dont il obtient un doctorat de philosophie en 1912 pour sa thèse portant sur Les Concepts philosophiques de la conception du monde de Nicolas Lossky. Il enseigne ensuite la philosophie, la doctrine sociale de l'Église et le chant liturgique au séminaire catholique de la capitale (renommée Petrograd en 1914). Il enseigne également le droit au lycée de jeunes filles Constantin qui dépend de l'institut impérial de jeunes filles.
Il accueille la révolution de février avec satisfaction et se trouve être en mai 1917 l'un des organisateurs de la première conférence du clergé biélorusse qui se tient à Minsk les 24 et 25 mai. Il a l'intention de démontrer que le catholicisme en Biélorussie n'est pas seulement un instrument de polonisation du pays, mais qu'il existe un catholicisme authentiquement biélorusse. Il est également à la tête avec d'autres du mouvement démocrate-chrétien de Biélorussie et dirige le syndicat chrétien biélorusse qui sont fondés ce même mois à Petrograd. Il quitte la capitale en proie à la révolution d'Octobre et devient en 1918 le premier recteur du nouveau séminaire catholique qui ouvre à Minsk à l'automne. Cependant il fuit Minsk lorsque le séminaire est obligé de fermer ses portes, après que l'Armée rouge s'empare de Minsk en 1920. Entretemps, il est nommé chanoine du chapitre de la cathédrale Sainte-Marie, en 1919.

### En Pologne

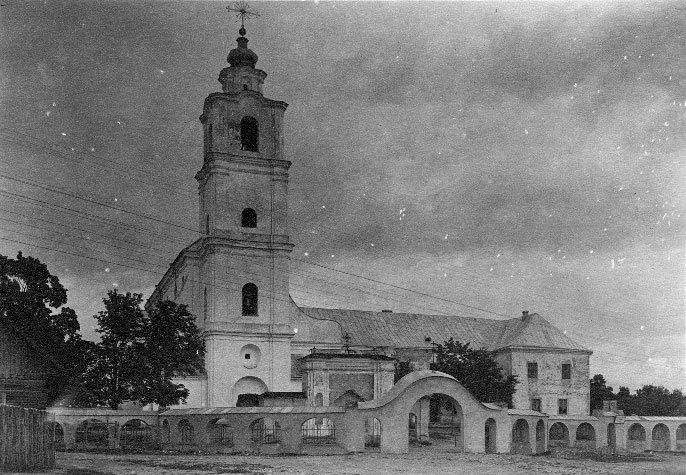
Le couvent des marianistes à Drouïa

Le séminaire déménage à Pinsk - qui se trouve alors en territoire polonais - et le chanoine Abrantovitch le dirige et y enseigne, jusqu'en 1926 date à laquelle il s'installe à Drouïa, bourgade de la rive gauche de la Dvina occidentale (frontière aujourd'hui avec la Lettonie) dans une région qui concentre une forte minorité biélorusse et où la congrégation de l'Immaculée-Conception possède une maison. Fabian Abrantovitch y prononce ses vœux et un an plus tard en devient le supérieur. Le P. Abrantovitch s'oppose alors de plus en plus aux autorités polonaises et épouse les thèses du nationalisme biélorusse en multipliant les liens avec des membres de l'intelligentsia nationaliste biélorusse. Il traduit et compose aussi des travaux théologiques en langue biélorusse. Le P. Abrantovitch s'oppose également au concordat entre le Saint-Siège et la république de Pologne. En 1928, il est finalement envoyé, à la demande de l'épiscopat polonais, à Kharbin en Chine, où se trouvent des dizaines de milliers d'émigrés russes réfugiés. Parmi ses anciens sujets de l'Empire russe disparu, on compte aussi des catholiques.

### En Chine
Le P. Abrantovitch est nommé administrateur apostolique (Église grecque-catholique russe) des catholiques de rite byzantin qui ne sont qu'une poignée par rapport aux catholiques de rite latin. Il parvient à faire construire une petite église, dirige l'organisation du lycée de garçons Saint-Nicolas et soutient l'installation des ursulines qui ouvrent un lycée de jeunes filles. Il aide aussi à la fondation d'un orphelinat-foyer de jeunes filles tenu par les franciscaines. Il fonde lui-même le couvent des Pères marianistes de l'Immaculée-Conception de Kharbin dont il est le supérieur. Il fait la connaissance du bienheureux Antoine Leszczewicz (1890-1943) qui partira rejoindre la congrégation en Pologne en 1939. Enfin, il édite un journal, Le Messager catholique.

### Dernières années
Le P. Abrantovitch se trouve à Rome en 1939 pour le chapitre des marianistes de l'Immaculée-Conception qui doivent élire un nouveau supérieur général et de là se rend en visite en Biélorussie occidentale (qui se trouve alors en république de Pologne) en 1939 pour collecter des fonds et prononcer des conférences, puis rencontre à Lwow (alors en Pologne) le métropolite gréco-catholique de Galicie, Mgr André Szeptycki (dont le procès de béatification sera ouvert en 1958). Mais au même moment, la Seconde Guerre mondiale éclate et, conformément au pacte germano-soviétique, les troupes soviétiques envahissent en septembre la Galicie polonaise (devenue aujourd'hui l'Ukraine occidentale). Le P. Abrantovitch ne peut retourner à Kharbin (où il sera remplacé par le P. André Cikoto). Il tente de fuir du côté polonais sous domination allemande, mais il est arrêté le 25 octobre 1939 et emprisonné. Il est aussitôt torturé et accusé d'agitation anti-soviétique et d'espionnage au profit du Saint-Siège.
Le P. Abrantovitch est transféré à Moscou en janvier 1940. Il est considéré comme coupable à son procès, qui a lieu en 1942, et condamné à dix ans de prison. Il meurt le 2 janvier 1946 à la prison de la Boutyrka.
Son procès de béatification a été ouvert en 2003.